# شرهو

تعديل مصدري - تعديل

تجمع شرهو هو "تجمع بدوي" في  عزلة أحور بمديرية أحور التابعة لمحافظة أبين، بلغ تعداد سكانها 87 نسمة حسب تعداد اليمن لعام 2004.